# Tomiła
Tomiła – staropolskie imię żeńskie, złożone z członów To- i -miła. Męski odpowiednik: Tomił.
Tomiła imieniny obchodzi 10 października.